# Buckfastleigh
Buckfastleigh – miasto w południowo-zachodniej Anglii (Wielka Brytania), w hrabstwie Devon, w dystrykcie Teignbridge, położone na południowym skraju Parku Narodowego Dartmoor, przy drodze A38. Miasto liczy 3600 mieszkańców. Około kilometra od miasta znajduje się opactwo Buckfast Abbey.

## Historia
Miasto w przeszłości było ośrodkiem produkcji i przędzenia wełny oraz skór. Działał młyn papierniczy, napędzany przez wody rzeki Dart. W XVII wieku miasto jednak straciło swój przemysłowy charakter - rozwinęło się nieco dopiero w okresie rewolucji technicznej. W roku 1801 jego populacja wynosiła 1525 mieszkańców, sto lat później – 2781.
W 1960 roku nieopodal miasta, na terenie nieczynnej kopalni cyny odkryty został pierwszy na świecie kot rasy Devon rex.